# جالیکو
جالیکو (انگلیسی: Jaleco) شرکت بازی ویدئویی ژاپنی است، که در سال ۱۹۷۴ تأسیس شد.